# Антон Гюнтер II (князь Шварцбурга)
Антон Гюнтер II Шварцбург-Зондерсгаузен-Арнштадтский (нем. Anton Günther II. von Schwarzburg-Sondershausen zu Arnstadt; 10 октября 1653, Зондерсхаузен — 20 декабря 1716, Арнштадт) — граф, с 1697 года князь Шварцбурга, граф Гонштейна, владетель Зондерсгаузена, Арнштадта и Лейтенберга.

## Биография
Антон Гюнтер — сына графа Антона Гюнтера I Шварцбург-Зондерсгаузенского и его супруги Марии Магдалены Цвейбрюккен-Биркенфельдской, дочери пфальцграфа Георга Вильгельма Цвейбрюккен-Биркенфельдского. В 1666 году вместе со старшим братом Кристианом Вильгельмом наследовал отцу, в результате раздела наследства в 1681 году Антон Гюнтер стал правителем амтов Эбелебен, Шернберг, Кейла и Арнштадт и основал побочную линию Шварцбургов. В 1697 году братья были возведены в имперские князья, но Антон Гюнтер стал пользоваться титулом только с 1709 года из-за противодействия Саксонии.
Антон Гюнтер II провёл масштабную реконструкцию своей резиденции в Арнштадте и прослыл большим почитателем музыки, античности и искусства. Арнштадт при князе Антоне Гюнтере II превратился в значимый культурный центр, куда князь пригласил к себе органистом 17-летнего Иоганна Себастьяна Баха.
В 1684 году Антон Гюнтер II женился на Августе Доротее, дочери герцога Антона Ульриха Брауншвейг-Вольфенбюттельского. Брак был бездетным, и после смерти Антона Гюнтера Арнштадт отошёл брату Кристиану Вильгельму.